# Myotonie
Unter Myotonie (von altgriechisch μυός myos, Genitiv zu μῦς mys, deutsch ‚Muskel‘ und τόνος tonos, deutsch ‚Spannung‘) werden verschiedene Muskelerkrankungen zusammengefasst, die sich durch eine verzögerte Entspannung und dadurch krankhaft verlängerte, tonische Muskelanspannung auszeichnen.
Die elektrische Aktivität des Muskels gemessen im Elektromyogramm (EMG) zeigt ein typisches Muster mit einer Vielzahl von scharfen Entladungen mit periodisch zunehmend-abnehmender Amplitude. Im Lautsprecher des EMG kommt es zu typischen akustischen Phänomenen (ehemals beschrieben als Sturzkampfbomber-Geräusch).
Die Myotonia congenita beschrieb 1876 Julius Thomsen (1815–1896).
Man unterscheidet heute folgende Arten der Myotonie:
- Myotone Dystrophie Typ 1 (Curschmann-Steinert-Batten-Syndrom)
- Myotone Dystrophie Typ 2 (proximale myotone Myopathie, kurz PROMM)
- Myotonia congenita Thomsen (Thomsen-Syndrom)
- Myotonia congenita Becker (rezessiv generalisierte Myotonie)
- Paramyotonia congenita Eulenburg

In Deutschland existiert für die rund 600 von der Erkrankung Betroffenen der 2014 gegründete Selbsthilfeverein Mensch & Myotonie.